# Leopold Berthold
Leopold Berthold (* 31. Oktober 1967 in Bludenz) ist ein österreichischer Politiker (SPÖ). Berthold war von 2004 bis 2009 Abgeordneter zum Vorarlberger Landtag.

## Leben
Leopold Berthold ist beruflich Verkaufsdirektor und Geschäftsbereichsleiter.
Berthold lebt in Wald am Arlberg, einem Ortsteil von Dalaas. Er ist geschieden und Vater einer Tochter sowie eines Sohnes. 

## Politik
ist, war von 1995 bis 2002 Mitglied der Gemeindevertretung von Dalaas sowie von 2000 bis 2002 Gemeinderat und Vizebürgermeister. Bei der Landtagswahl 2004 wurde Berthold im Wahlbezirk Bludenz für die SPÖ Vorarlberg in den Vorarlberger Landtag gewählt. In der XXVIII. Legislaturperiode des Landtags war er Bereichssprecher des SPÖ-Landtagsclubs für Wirtschaft, Abfallwirtschaft, Finanzen, Energie, Europa und Tourismus.
Berthold kandidierte bei der Landtagswahl 2009 auf dem fünften Platz der SPÖ-Landesliste und auf dem zweiten Platz der Bezirksliste Bludenz. Aufgrund des schlechten Wahlergebnisses der SPÖ in Vorarlberg (– 6,85 %) entfiel auf ihn jedoch kein Mandat mehr und er schied mit der Angelobung des Landtags der XXIV. Legislaturperiode aus.